# Krasny Brod (stacja kolejowa)
Krasny Brod (biał. Красны Брод, ros. Красный Брод) – stacja kolejowa w miejscowości Krasny Brod, w rejonie bobrujskim, w obwodzie mohylewskim, na Białorusi. Położona jest na linii Bobrujsk - Rabkor.